# Nalgonda (Distrikt)
Der Distrikt Nalgonda (Telugu నల్గొండ జిల్లా, Urdu نلگنڈہ ضلع), auch Nallagonda, ist ein Distrikt des indischen Bundesstaats Telangana. Verwaltungssitz ist die Stadt Nalgonda.

## Geographie
Der Distrikt liegt im Süden Telangana an der Grenze zu Andhra Pradesh. Die angrenzenden Distrikte sind im Westen Nagarkurnool, im Nordwesten Rangareddy, im Norden Yadadri Bhuvanagiri und im Osten Suryapet. Im Süden grenzt Nalgonda an den Distrikt Guntur von Andhra Pradesh. Die südliche Distriktgrenze wird vom Fluss Krishna gebildet, der im Südosten durch die Nagarjuna-Sagar-Talsperre zu einem großen See aufgestaut wird. Die östliche Distriktgrenze wird vom Fluss Musi, einem Zufluss des Krishna markiert.

## Klima
Das Klima des Distrikts ist durch heiße Sommer charakterisiert und ist im Allgemeinen trocken, außer während der Monsunzeit. Der mittlere Jahresniederschlag liegt bei 753 mm, mit erheblichen Variationen zwischen den Jahren (zwischen weniger als 400 mm bis über 1000 mm). Der größte Teil des Regens (etwa 562 mm) fällt während des Südwestmonsuns (Juni–September) und ein deutlich geringerer Anteil (139 mm) während des Nordostmonsuns (Oktober–Dezember). Der Juli ist der regenreichste Monat mit etwa 23 % des gesamten Jahresniederschlags.

## Geschichte

Distrikt Nalgonda im Juni 2014, kurz nach der Gründung des Bundesstaats Telangana

De Gegend von Nalgonda gehörte seit 1724 zum Staat Hyderabad, der sich unter Asaf-Jah-Dynastie vom Mogulreich abgespalten hatte. Früher war das Gebiet unter den Namen Nilagiri (auch Neelagiri und Nilgiri) bekannt. Ende des 18./Anfang des 19. Jahrhunderts geriet Hyderabad in ein dauerhaftes Abhängigkeitsverhältnis zur Britischen Ostindien-Kompanie und wurde später ein Fürstenstaat Britisch-Indiens. 1948 kam der Staat Hyderabad zum im Vorjahr unabhängig gewordenen Indien und 1956 wurde er im States Reorganisation Act nach linguistischen Gesichtspunkten aufgelöst und aufgeteilt. Nalgonda wurde danach ein Distrikt des neuen Bundesstaats Andhra Pradesh. Mit der Neubildung des Bundesstaats Telangana im Jahr 2014 wurde Nalgonda einer der zehn Distrikte Telanganas. Am 11. Oktober 2016 erfolgte eine neue Distrikteinteilung Telanganas, wobei 21 neue Distrikte geschaffen, und die vorherigen Distrikte entsprechend deutlich verkleinert wurden. Vom alten Distrikt Nalgonda wurden die beiden neuen Distrikte Yadadri Bhuvanagiri und Suryapet abgespalten. Die Distriktfläche Nalgondas verkleinerte sich dadurch stark von 14.240 km² auf 7222,78 km² und die Einwohnerzahl reduzierte sich von 3.488.809 auf 1.618.416 (Einwohnerzahlen bezogen auf den Zensus 2011).

## Bevölkerung
Bei der Volkszählung 2011 wurden 1.618.416 Einwohner gezählt. Davon waren 818.306 Männer (50,6 Prozent) und 800.110 Frauen. 22,76 % der Bevölkerung lebten 2011 in städtischen Siedlungen (Durchschnitt Telangana: 38,88 %). Die Alphabetisierungsrate lag bei 63,75 % (Männer 73,90 %, Frauen 53,46 %) und lag damit etwas unter den Durchschnittswerten des Bundesstaats (66,54 %, bzw. 75,04 % und 57,99 %).
Zu den scheduled castes, d. h. den registrierten unterprivilegierten Kasten gehörten 292.951 (18,10 %) und zu den scheduled tribes, d. h. der indigenen Stammesbevölkerung (Adivasi) 209.252 (12,93 %) Personen.

## Wirtschaft
Der Großteil der Bevölkerung ist in der Landwirtschaft beschäftigt. Hauptsächlich werden Reis und  Baumwolle angebaut. Etwa 44 % der Fläche werden für den Feldbau genutzt, davon etwa ein Viertel im Bewässerungsfeldbau.

## Verwaltung
Der Distrikt Nalgonda ist in drei Divisionen und 31 Mandals unterteilt (Stand 2022). Jedem Mandal steht ein Tahsildar vor.
| Divisionen und Mandals |                      |                      |
| Division Nalgonda      | Division Miryalaguda | Division Devarakonda |
| Nalgonda               | Miryalaguda          | Devarakonda          |
| Narketpalli            | Vemulapalli          | Kondamallepally      |
| Chityala               | Damaracherla         | P.A.Palli            |
| Kattangoor             | Advidevulapally      | Gundlapalli (Dindi)  |
| Nakerekal              | Madugulapally        | Chandampet           |
| Kethepalli             | Nidmanoor            | Neredugommu          |
| Shali Gouraram         | Tripuraram           | Nampalli             |
| Thipparthy             | Anumula (Halia)      | Marriguda            |
| Kanagal                | Tirumalagiri(Sagar)  | Chinthapalli         |
| Chandur                | Peddavoora           | Gurrampode           |
| Munugode               | —                    | —                    |

## Problem der Fluorose
Eine Besonderheit des Distrikts Nalgonda sind die Vorkommen von Fluorid-haltigen Mineralien. Dies hat dazu geführt, dass die Fluorose, verursacht durch die langjährige Aufnahme fluroidhaltigen Wassers ein signifikantes Gesundheitsproblem im Distrikt darstellt. Die Regierung Telenganas hat Initiativen ergriffen, die Trinkwasserversorgung der Bewohner betroffener Gebiete entsprechend zu verbessern.

## Sehenswürdigkeiten

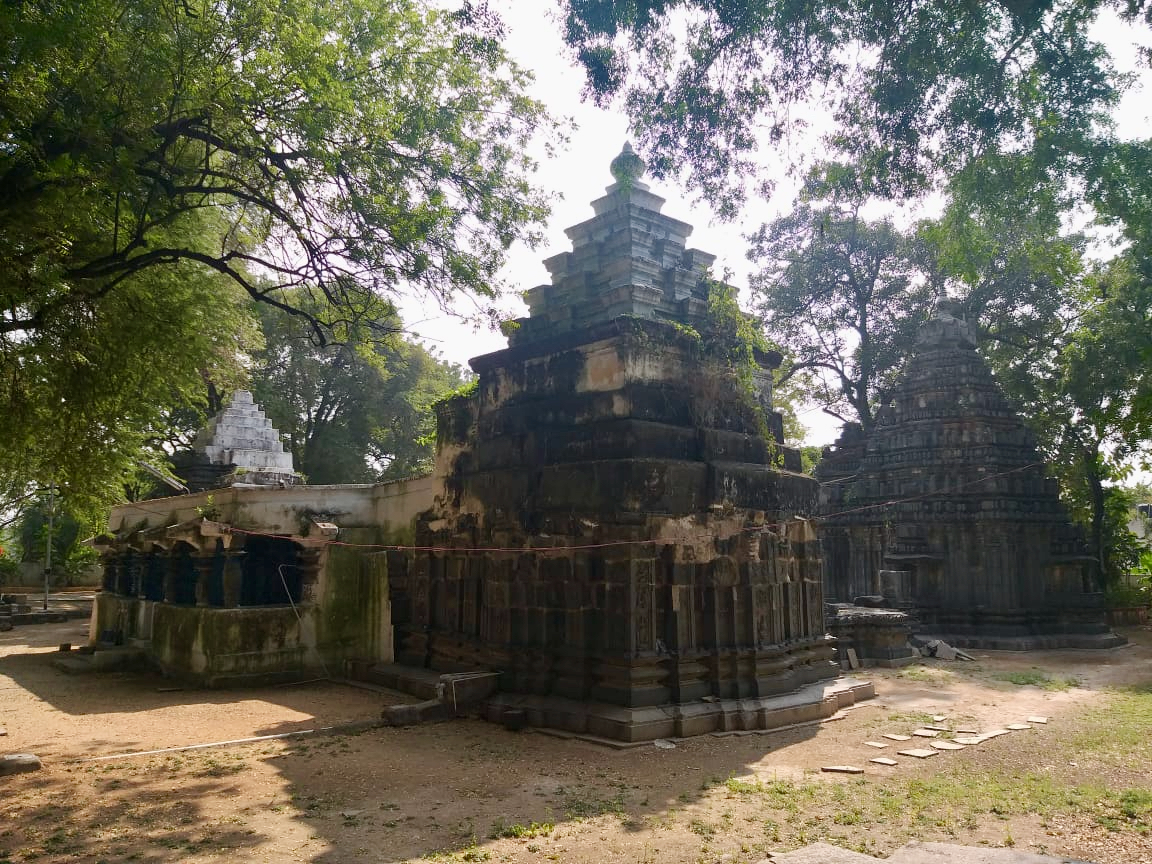
Pachala-Someshwara-Tempel

Der Pachala-Someswara-Tempel und der Chaya Someswara-Tempel sind zwei benachbart gelegene Shiva-Tempelruinen im Ort Panagal. Die Bauten stammen aus dem 11. bis 12. Jahrhundert, aus der Zeit der Kakatiya-Dynastie. Am Zusammenfluss des Musi mit dem Krishna liegt im Ort Vadapalli (früher Vasirabad) der Meenakshi-Agasteswara-Swamy-Tempel, ein weiterer Tempel aus der Kakatiya-Zeit.